# 金満病
金満病（きんまんびょう）はアフルエンザ（Affluenza）の訳語であり、消費主義評論家が使用する用語。財政的な豊かさから生じる精神的症状を指す。アフルエンザは、富を意味する「アフルエンス（affluence）」と「インフルエンザ（influenza）」のかばん語である。この言葉は1954年に最初に使われたと考えられているが、1997年のPBSの同名のドキュメンタリとそれに続く書籍「消費伝染病「アフルエンザ」―なぜそんなに「物」を買うのか」（2001年発売）で有名になった。これらの研究では、金満病を「多くの欲求不満の追及から生じる痛みを伴い、伝染性があり、社会的に伝わる過負荷、債務、不安の状態」と定義している。「金満病」という用語は、特に13人の死傷者を出す飲酒運転事故を起こしたイーサン・カウチの場合、財政上の特権のために自分の行動の結果を理解することができないことを指すためにも使用されている。